# Jonathan Johnson (politicus)
Jonathan Guus Ambrose (Jonathan) Johnson (Saba, 25 september 1976) is een Nederlands politicus. Sinds 2008 is hij gezaghebber van Saba.

## Biografie
Johnson werd op 25 september 1976 geboren als derde en jongste kind van Guy en Angela Johnson. Vanaf 1994 studeerde hij in de Verenigde Staten en in 1999 slaagde hij voor zijn mastergraad in onderwijs aan de universiteit van Florida. Hierna gaf hij vier jaar les aan de Sacred Heart Elementary School in St. Johns. Van 2004 tot 2008 was hij directeur van de Saba Comprehensive School in St. Johns.
Op 2 juli 2008 werd hij benoemd tot gezaghebber van Saba en op 10 oktober 2010 ambtshalve herbenoemd op grond van de WOLBES. Op 1 juli 2014 werd zijn ambtstermijn verlengd en in 2020 volgde een herbenoeming voor een derde termijn.
Onder zijn leiding heeft Saba een effectief bestuur, dat ook door de Koninkrijksregering wordt gewaardeerd. Terwijl in de andere BES-eilanden Den Haag de teugels aantrekt, krijgt Saba juist meer vrije beleidsruimte met bijbehorend budget.
Johnson is gehuwd met Rosalyn Hassell en samen hebben ze twee kinderen.